# Venga a prendere il caffè... da noi
Venga a prendere il caffè... da noi è un film del 1970, diretto da Alberto Lattuada e tratto dal romanzo La spartizione di Piero Chiara pubblicato nel 1964.

## Trama
Emerenziano Paronzini, invalido della seconda guerra mondiale dopo aver combattuto nel fronte greco-albanese, è impiegato presso il Ministero delle finanze, per il quale gira il varesotto e comasco. Alla fine è trasferito in qualità di vice-capufficio a Luino, sul lago Maggiore.
Da sempre diviso tra l'etica del lavoro (si dimostra inflessibile con i raccomandati) e quella del lubrìco, concedendosi qualche avventura a pagamento, si sente ormai "arrivato", contempla e cerca di applicare i principi dello scrittore Paolo Mantegazza, di cui viene citata e letta dal protagonista l'opera "Fisiologia del piacere". Un uomo vero come lui, a una certa età, per poter star bene deve avere le 3 C: carezze, caldo, comodo.
Decide quindi di fidanzarsi con una delle tre ricche sorelle Tettamanzi, ereditiere di un bel gruzzoletto lasciato dal padre Mansueto, "patrocinatore legale" con la passione per la scienza e la biologia. Sceglie Fortunata, ma dopo il viaggio di nozze inizia a sollazzarsi anche con le due cognate, intensificando sempre più i rapporti.
La situazione perdura felicemente fin quando,volendo festeggiare la ricorrenza del conferimento della croce di guerra ( nel giorno di Santa Prisca vergine) si concede una grande abbuffata con abbondanti bevute e di sera dopo aver raggiunto il record di tutte e tre in una notte, nel momento di concupire anche la giovane cameriera Caterina viene colto da trombosi e finisce in sedia a rotelle, muto, servito e riverito.

## Produzione
Il film venne girato soprattutto a Luino e a Cuvio, in provincia di Varese; la casa delle tre sorelle è Villa Battaglia.

## Riconoscimenti
- 1971 - Nastro d'argento
  - Migliore sceneggiatura
  - Migliore attrice non protagonista (Francesca Romana Coluzzi)

## Colonna sonora
La colonna sonora del film, composta da Fred Bongusto, comprende il motivo conduttore Tutta tutta, composto da Fred Bongusto su testo di Lattuada, eseguito da I Giganti. La colonna sonora non risulta sia mai stata pubblicata integralmente su LP o altro supporto fonografico a lunga durata. È stato pubblicato solamente il 45 giri contenente il tema principale.

### Tracce
Musiche di Fred Bongusto.
1. Tema principale
2. Preludio